# Las Grecas
Las Grecas fue un dúo musical español de flamenco-rock compuesto por las hermanas de etnia gitana Carmen "Carmela" Muñoz Barrull (Valladolid, 19 de julio de 1954)y Edelina "Tina" Muñoz Barrull (Madrid, 17 de febrero de 1957 - Aranjuez, Madrid, 30 de enero de 1995).
Tras unos inicios vinculados al flamenco, en 1974 publicaron el sencillo de flamenco rock «Te estoy amando locamente», que vendió medio millón de copias y se convirtió en uno de los temas más populares del género y la década en España.Ese año se publicó su primer disco Gypsy Rock, que vendió doscientas mil copias y contenía una popular versión de «Achilipú» de Dolores Vargas.En los años siguientes publicaron los álbumes Mucho más (1975), Tercer álbum (1976) y Casta viva (1977), y en 1979 se disolvieron tras problemas con su mánager y un descenso de ventas.
Entre 1994 y 1999 Carmela retomó el grupo con una nueva integrante.Esta mantuvo un grupo entre 2007 y 2017 bajo el mismo nombre, pero ya sin ninguna de las integrantes originales.

## Trayectoria

### Primeros años
En 1965 las hermanas Muñoz se trasladaron, por motivos laborales paternos, a Argentina, donde empezaron a cantar en fiestas de la comunidad española. Allí entraron en contacto con la música estadounidense, desde el rock de Jimi Hendrix hasta el jazz de George Benson, así como artistas musicales sudamericanos como Sandro o Caetano Veloso. Regresaron a España en 1970, y comenzaron a actuar en un tablao de Toledo perteneciente a un tío suyo, donde Carmela comenzó a interesarse de forma seria por el arte musical.
Una vez trasladadas definitivamente a Madrid, Carmela empezó a buscar actuaciones en algún tablao para ayudar en la economía familiar, ya que su padre había tenido que regresar otra vez a Argentina. Después de haber sido rechazada en los tablaos Las Cuevas de Nemesio y Arco de Cuchilleros, lugares donde no fue admitida por ser rubia —y por tanto ser extraño en una gitana de cara a los turistas—, consiguió mejor suerte en Los Canasteros, a donde llegó con el pelo teñido y acompañada por su hermana Tina. El tablao pertenecía a Manolo Caracol, quien las contrató al instante.
Fueron haciéndose famosas en el ambiente musical y poco después fueron contratadas por la cantaora Lola Flores para su tablao Caripén. Sería en este lugar donde se dejarían caer el productor José Luis de Carlos y el compositor Felipe Campuzano, atraídos por la interpretación vocal al unísono que hacían Carmela y Tina en sus actuaciones. Ambos ficharon a las hermanas Muñoz para la discográfica CBS, donde se decidió que su nombre artístico sería «Las Grecas». El motivo era que la gente hablaba de ellas como «las niñas que cantan en griego», en referencia a su interpretación de la canción «Sagapó», una versión de la canción griega Περιφρόνα με γλυκιά μου (Perifróna me glykiá mu, «Ríete de mí, cariño»).

### Gipsy Rocky éxito
En 1973 el dúo comenzó a trabajar con el productor José Luis de Carlos y el compositor Felipe Campuzano en los estudios Audiofilm de Madrid. Tras trabajar con instrumentistas de flamenco y pop, el productor sugirió incorporar a músicos de rock, como Johnny Galvao, Eddy Guerin y Pepe Nieto. El año siguiente se publicó su primer sencillo, Te estoy amando locamente / Amma immi (1974), que obtuvo un enorme éxito, vendiendo medio millón de copias y siendo número uno en las listas durante cinco semanas consecutivas.
Ese mismo año se publicó el álbum Gipsy Rock, que fue igualmente exitoso y vendió doscientas mil copias. El álbum continuaba la línea de fusión de interpretaciones vocales de flamenco con instrumentación rock y psicodélica, melodías pop y elementos de funk o rumba, y sentó las bases para el flamenco rock (iniciado por Smash, de quien se incluye una versión de «El Garrotín» [1971]) y la fusión de flamenco y elementos pop que se continuaría desarrollando en las décadas siguientes. El disco es un año anterior a tres obras de peso de esta fusión: El patio de Triana, Nuevo día de Lole y Manuel y El sonido Caño Roto de Los Chorbos.
En 1975 publicaron su segundo álbum, Mucho más. Este continuaba el sonido rock y flamenco del primero, contando con arreglos de Galvao y también el uso de flauta. Entre los sencillos se encontraban «Yo no quiero pensar» y «Soy la que sufre por tu amor», que versionaba «Eleonore» (1968) de The Turtles.El álbum no repitió el éxito comercial del anterior. El año siguiente ve la luz Tercer álbum (1976), que daba más protagonismo a sonidos funk, soul y disco y tuvo sencillos como «Ilusionada» o «Sarai», interpretada por Tina en solitario.

### Casta viva, disolución y fallecimiento de Tina
En 1977 se publicó el que sería el último álbum de las hermanas Muñoz, Casta viva. Este continuaba la línea del anterior, tuvo como sencillo principal «Tic-tac» e incluía una versión de «Dame veneno» de Los Chunguitos. Para entonces, otras propuestas habían experimentado con la fusión de flamenco y otros géneros, algo que en los años siguientes harían artistas como Veneno con su álbum homónimo (1977) o Camarón de la Isla con La leyenda del tiempo (1979), y el éxito del grupo había disminuido de forma notable.
De esta manera, y ante los problemas profesionales que tuvieron con su mánager de entonces —les había estafado parte del dinero que les correspondía de las actuaciones, y después de ser despedido, intentó, haciendo pesar su influencia, que las Grecas no tuvieran continuidad en el mundo musical—, Carmela y Tina decidieron disolver Las Grecas en 1979.
En 1983 se le diagnosticó a Tina una esquizofrenia paranoide, a la que se añadía su uso frecuente de drogas y alcohol. Tras una agresión a su hermana durante una crisis, ingresó en la prisión de mujeres de Yeserías y en varias clínicas psiquiátricas, de las que no tardó en huir. En 1995 falleció en un centro de acogida de Aranjuez, a los 37 años de edad, a causa de la mala alimentación y de muchos problemas que le provocó la enfermedad del sida que había contraído. Su primogénita Saray Muñoz (cantaora del Ballet Nacional de España), nacida a mediados de los años setenta, y su segunda hija, fueron dadas en adopción.

## Agrupaciones posteriores

### 1994-1999
En 1994 se intentó volver a recuperar a Las Grecas junto a una nueva compañera llamada Alicia Robledo Benavente, de nombre artístico Malicia. A mediados de ese año comenzaron a grabar un disco. Sin embargo, a causa del fallecimiento de su hermana, Carmela dejaría de seguir adelante con el proyecto. Ante tal perspectiva, Malicia decidió crear en 1995 el dúo Las Suecas junto a otra cantante, con la que publicó su álbum Sabor a menta en 1996. Durante ese tiempo, Carmela se dedicó a cantar ocasionalmente junto a la hija de su hermana Tina, Saray Muñoz, sin llegar a formar con ella un dúo fijo en el tiempo.
Carmela retomó en 1998 un proyecto junto a Malicia que inicialmente se iba a llamar «Las Nuevas Grecas». Finalmente ambas retomaron de manera oficial el nombre de «Las Grecas» y grabaron versiones de éxitos como «Te estoy amando locamente», «Amma immi» y «Negros son tus ojos», junto a otros temas nuevos como «Mentira». A pesar de sus actuaciones en televisión y presencia en medios, esta formación no obtuvo éxito. Después de romper con Malicia en 1999, Carmela intentó seguir con Las Grecas junto a su sobrina Saray, sin conseguir que el proyecto fraguase, incluso después de haberse rumoreado con la posibilidad de que fueran a grabar un álbum.

### 2007-2017
En 2007, la cantante Malicia recuperó los derechos del nombre «Las Grecas» e inició un nuevo grupo con ese nombre junto a la cantante Sofía Lozano, con la que publicó el Si me dejaras amarte (2009). Desde 2010 se incorpora la cantante Nani, con la que editaron los álbumes Auténticas (2011), Siglo XXI (2012) y P'alante (2017) y se disolvieron en 2017.Malicia desarrolló después una carrera en solitario como «Malicia de Las Grecas» y falleció en 2021.

## Legado
Las Grecas han sido versionadas por Raffaella Carrà, La Década Prodigiosa, Medina Azahara, Papá Levante, Haze, Soleá Morente, El Coleta, Dano o Pony Bravo.En el lenguaje popular, la expresión «ponerse como Las Grecas» hace referencia a hacer un gran consumo de alcohol, debido a la situación de Tina tras la disolución del grupo.En 2004 la revista Rockdelux incluyó su álbum Gipsy rock (1974) en su lista de los 100 mejores discos españoles del siglo XX, y en 2023 apareció en el libro Los 100 mejores discos del rock español de los 60 y 70, de los editores de la revista Efe Eme.
En 2017 se organizó un homenaje a Tina en la sala Shoko de Madrid, que contó con su hija Saray Muñoz, actual cantaora del Ballet Nacional de España.En 2019 Rosalía versionó «Te estoy amando locamente» en su concierto en el Festival de Coachella (California).En 2023 esta canción dio título a una película del mismo título sobre el nacimiento del movimiento de liberación homosexual en Andalucía.

## Discografía

### Álbumes de estudio
- 1974: Gipsy Rock.
- 1975: Mucho más.
- 1976: Tercer álbum.
- 1977: Casta viva.